# Distribució de Wakeby
La distribució de Wakeby és una distribució de probabilitat de cinc paràmetres definida per la seva funció quantil,
{\displaystyle W(p)=\xi +{\frac {\alpha }{\beta }}(1-(1-p)^{\beta })-{\frac {\gamma }{\delta }}(1-(1-p)^{-\delta })}
i per la seva funció de densitat quantil,
{\displaystyle W'(p)=w(p)=\alpha (1-p)^{\beta -1}+\gamma (1-p)^{-\delta -1}}
on {\displaystyle 0\leq p\leq 1}, ξ és un paràmetre de localització, α i γ són paràmetres d' escala i β i δ són paràmetres de forma.
Aquesta distribució va ser proposada per primera vegada per Harold A. Thomas Jr., que la va anomenar Wakeby Pond a Cape Cod.
La funció de distribució acumulada es calcula invertint numèricament la funció quantil indicada anteriorment. La funció de densitat de probabilitat es troba llavors utilitzant la següent relació (donada a la pàgina 46 de Johnson, Kotz i Balakrishnan):
{\displaystyle f(x)={\frac {(1-F(x))^{(\delta +1)}}{\alpha t+\gamma }}}
on F és la funció de distribució acumulada i
{\displaystyle t=(1-F(x))^{(\beta +\delta )}}

## Aplicacions
La distribució Wakeby s'ha utilitzat per modelar distribucions de
- cabals d'inundació,
- recompte de cites,
- pluges extremes,
- velocitats del corrent de marea,
- i els cabals màxims dels rius.